# Heliconia ortotricha
Heliconia ortotricha är en enhjärtbladig växtart som beskrevs av Bengt Lennart Andersson. Heliconia ortotricha ingår i släktet Heliconia och familjen Heliconiaceae. Inga underarter finns listade.